# Zantedeschia jucunda
Zantedeschia jucunda är en kallaväxtart som beskrevs av Cythna Lindenberg Letty. Zantedeschia jucunda ingår i släktet kallor, och familjen kallaväxter. Inga underarter finns listade.